# Daria Domracheva
Daria Domracheva, también transliterado como Daria Domrachava –en bielorruso, Дар’я Домрачава; en ruso, Дарья Домрачева– (Minsk, 3 de agosto de 1986) es una deportista bielorrusa que compitió en biatlón. Está casada con el biatleta noruego Ole Einar Bjørndalen.
Participó en tres Juegos Olímpicos de Invierno, entre los años 2010 y 2018, obteniendo en total seis medallas: bronce en Vancouver 2010, tres oros en Sochi 2014 y oro y plata en Pyeongchang 2018.
Ganó siete medallas en el Campeonato Mundial de Biatlón entre los años 2008 y 2017, y dos medallas de oro en el Campeonato Europeo de Biatlón de 2007.

## Palmarés internacional
| Juegos Olímpicos   | Juegos Olímpicos             | Juegos Olímpicos  | Juegos Olímpicos |
| Año                | Lugar                        | Medalla           | Prueba           |
| ------------------ | ---------------------------- | ----------------- | ---------------- |
| 2010               | Vancouver (Canadá)           | Medalla de bronce | Individual       |
| 2014               | Sochi (Rusia)                | Medalla de oro    | Persecución      |
| 2014               | Sochi (Rusia)                | Medalla de oro    | Individual       |
| 2014               | Sochi (Rusia)                | Medalla de oro    | Salida en grupo  |
| 2018               | Pyeongchang (Corea del Sur)  | Medalla de oro    | Relevo           |
| 2018               | Pyeongchang (Corea del Sur)  | Medalla de plata  | Salida en grupo  |
| Campeonato Mundial |                              |                   |                  |
| Año                | Lugar                        | Medalla           | Prueba           |
| 2008               | Östersund (Suecia)           | Medalla de plata  | Relevo mixto     |
| 2011               | Janty-Mansisk (Rusia)        | Medalla de plata  | Salida en grupo  |
| 2011               | Janty-Mansisk (Rusia)        | Medalla de bronce | Relevo           |
| 2012               | Ruhpolding (Alemania)        | Medalla de oro    | Persecución      |
| 2012               | Ruhpolding (Alemania)        | Medalla de plata  | Velocidad        |
| 2013               | Nové Město (República Checa) | Medalla de oro    | Salida en grupo  |
| 2017               | Hochfilzen (Austria)         | Medalla de plata  | Persecución      |
| Campeonato Europeo |                              |                   |                  |
| Año                | Lugar                        | Medalla           | Prueba           |
| 2007               | Bansko (Bulgaria)            | Medalla de oro    | Velocidad        |
| 2007               | Bansko (Bulgaria)            | Medalla de oro    | Relevo           |